# 凱倫·巴斯
凱倫·露絲·巴斯（英語：Karen Ruth Bass，1953年10月3日—）是美国政治家和社会工作者，民主党成员，为现任洛杉矶市长。曾在加州眾議院任职六年，最后两年担任议长。2011年至2022年担任美国眾議院議員，其國會選區原為加利福尼亞州第三十三國會選區，在她的第一個任期之後被改制為加利福尼亞州第三十七國會選區，該選區涵蓋洛杉磯市中心以南和以西的幾個地區。巴斯在2022年洛杉矶市长选举中当选，并于2022年12月11日由美国副总统贺锦丽监誓下宣誓成为洛杉矶第四十三任市长。
2018年11月28日，巴斯在第116届国会期间当选为国会黑人核心小组（CBC）主席。她还在众议院担任外交事务委员会的非洲、全球卫生、全球人权和国际组织小组以及司法委员会犯罪、恐怖主义和国土安全司法小组的主席。
在她当选国会议员之前，巴斯代表加州眾議院第47选区（2004-2010）。2008年，她当选为加州眾議院第67任议长，成为美国历史上第一位担任州立法机构议长的非裔美国女性。2010年，她因在經濟大衰退期间的领导有力，而获得了約翰·甘迺迪勇氣獎。